# Jean-Jacques Werner (ébéniste)
Pour les articles homonymes, voir Werner et Jean-Jacques Werner.
Jean-Jacques Werner (1791 - 6 février 1849) est un tapissier, décorateur et ébéniste français, l'un des plus importants de la Restauration. 

## Biographie
Jean-Jacques Werner est né en Suisse et s'installe à Paris en 1812 au 107 de la rue Saint-Dominique. En 1820 il obtint le titre de fournisseur du Garde-Meuble de la Couronne. Il employait de nombreux ouvriers et, fait assez rare pour être signalé, il exploitait, lui-même ses bois, en particulier le frêne, l'if, l'orme, le murier et le cornouiller, ce qui fait de lui le spécialiste des meubles en bois français. il présenta des œuvres d'une très belle qualité. 
Il  est récompensé par une médaille d'argent aux expositions des produits de l'industrie française en 1619, 1823 et 1827. Il présente à l'exposition universelle de 1834 des meubles à mécanisme tel qu'un "fauteuil à dossier se démontant" ce qui lui vaut une médaille d'argent. 
Si, à son grand dam, il n'obtint que peu de commandes royales, il eut une importante clientèle privée comme la duchesse de Berry (une jardinière richement ornée de bronze en 1823, pour le Château de Rosny, au prix de 475 Francs). En 1818-1820, il participe à la décoration de plusieurs pièces du chateau d'Ellingen en Bavière pour le prince de Wrerde et reçoit des commandes  pour l'installation d'Eugène de Beauharnais au palais Leuchtenberg, en 1820-1821.

## Œuvres en collection publique
- Secrétaire en armoire, loupe de frêne et autre bois et ornementation de bronzes dorés, le bas à glace, vers 1823 (présenté à l'Exposition des produits de l'Industrie de 1823), Paris, Musée des Arts décoratifs[3],[4],[5].
- Petite table à ouvrage, vers 1822-1827, Paris, musée du Louvre[2].
- Ensemble de 12 fauteuils, 12 chaises à barrettes, 6 chaises à dossiers pleins et 8 banquettes, Dijon, Grand théâtre, 1828 ; inscrits au titre des monuments historiques en 2013[6].

Un lit en loupe d’orme orné de bronzes dorés, conservé au Grand Trianon à Versailles (inv. T 375c), lui est attribué.